# التعاونية التازية (سيدي علال التازي)
التعاونية التازية هو دُوَّار يقع بجماعة سيدي علال التازي، إقليم القنيطرة، جهة الرباط سلا القنيطرة في المملكة المغربية. ينتمي الدوّار لمشيخة سيدي علال التازي التي تضم 17 دوار. يقدر عدد سكانه بـ 50 نسمة حسب الإحصاء الرسمي للسكان والسكنى لسنة 2004.

## روابط خارجية
- البوابة الوطنية للجماعات الترابية
- المندوبية السامية للتخطيط